# Luchthaven Poznań-Henryk Wieniawski
De Luchthaven Poznań–Ławica - Henryk Wieniawski is een Poolse luchthaven die zich circa 5 km ten westen van Poznań bevindt. De luchthaven werd in 1913 geopend. Een van de twee aanvliegroutes gaat recht over het stadscentrum van Poznań. De luchthaven is een hub voor Wizz Air en Enter Air en wordt vanuit meerdere locaties aangevlogen door Ryanair. In 2012 passeerden 1.595.221 passagiers de luchthaven middels 25.561 vliegbewegingen.
Met de naam van de luchthaven wordt de Poolse componist-violist Henryk Wieniawski geëerd, in de dubbele naam Poznań–Ławica wordt verwezen naar de nabijgelegen wijk Ławica.